# Qilushan (köpinghuvudort i Kina, Jiangxi Sheng, lat 25,70, long 115,30)
Qilushan är en köpinghuvudort i Kina. Den ligger i provinsen Jiangxi, i den sydöstra delen av landet, omkring 340 kilometer söder om provinshuvudstaden Nanchang. Antalet invånare är 10 468. Befolkningen består av 5 103 kvinnor och 5 365 män. Barn under 15 år utgör 24,0 %, vuxna 15-64 år 67 %, och äldre över 65 år 8,0 %.
Runt Qilushan är det ganska tätbefolkat, med 144 invånare per kvadratkilometer. Närmaste större samhälle är Licun, 19,3 km nordost om Qilushan. I omgivningarna runt Qilushan växer i huvudsak blandskog.
Genomsnittlig årsnederbörd är 1 887 millimeter. Den regnigaste månaden är maj, med i genomsnitt 333 mm nederbörd, och den torraste är oktober, med 17 mm nederbörd.